# Glavska
Glavska (Главска) è un centro abitato della Bosnia ed Erzegovina, compreso nel comune di Ravno.